# Діфорест (Вісконсин)
Діфорест (англ. DeForest) — селище (англ. village) в США, в окрузі Дейн штату Вісконсин. Населення — 10 811 особа (2020).

## Географія
Діфорест розташований за координатами 43°14′5″ пн. ш. 89°20′34″ зх. д. / 43.23472° пн. ш. 89.34278° зх. д. (43.234675, -89.342743).  За даними Бюро перепису населення США в 2010 році селище мало площу 19,38 км², з яких 19,23 км² — суходіл та 0,15 км² — водойми.

## Демографія
Згідно з переписом 2010 року, у селищі мешкало 8936 осіб у 3400 домогосподарствах у складі 2446 родин. Густота населення становила 461 особа/км².  Було 3499 помешкань (181/км²).
Расовий склад населення:
| - 93,3 % — білих - 2,1 % — чорних або афроамериканців - 1,5 % — азіатів - 0,3 % — корінних американців - 1,2 % — осіб інших рас |

До двох чи більше рас належало 1,6 %. Частка іспаномовних становила 3,6 % від усіх жителів.
За віковим діапазоном населення розподілялося таким чином: 29,0 % — особи молодші 18 років, 62,3 % — особи у віці 18—64 років, 8,7 % — особи у віці 65 років та старші. Медіана віку мешканця становила 35,6 року. На 100 осіб жіночої статі у селищі припадало 93,9 чоловіків;  на 100 жінок у віці від 18 років та старших — 91,5 чоловіків також старших 18 років.
Середній дохід на одне домашнє господарство  становив 81 192 долари США (медіана — 69 418), а середній дохід на одну сім'ю — 94 157 доларів (медіана — 83 870). Медіана доходів становила 54 123 долари для чоловіків та 40 410 доларів для жінок. За межею бідності перебувало 5,0 % осіб, у тому числі 3,9 % дітей у віці до 18 років та 9,2 % осіб у віці 65 років та старших.
Цивільне працевлаштоване населення становило 5176 осіб. Основні галузі зайнятості: освіта, охорона здоров'я та соціальна допомога — 24,3 %, виробництво — 12,4 %, науковці, спеціалісти, менеджери — 10,3 %, фінанси, страхування та нерухомість — 9,6 %.